# بهینه‌سازی حسگری فشرده یک‌بیتی
بهینه‌سازی سنجش فشرده یک بیتی
مسئله سنجش فشرده، به این صورت بیان می‌شود: ما اغلب تمایل داریم از محیط اطراف خود، درکی گسسته پیدا کنیم؛ اصطلاحاً نمونه برداری می‌کنیم. یعنی، سیگنال پیوسته ی محیط را به صورت گسسته تبدیل کرده و بررسی می‌کنیم. طبق گفته شانون، تعداد این نمونه‌ها می‌بایست از دو برابر پهنای باند، بیشتر باشد

{\displaystyle f_{s}\geq 2w\;{\mathit {sample/sec}}}

در بیشتر منابع واژه‌های سنجش فشرده و حسگری فشرده به جای هم بکار می‌روند. در اینجا از هر دو واژه، با یک مفهوم استفاده شده‌است.
اما گاهی این تعداد نمونه در ثانیه برای ما گران تمام می‌شود. یعنی با اینکه برای بازسازی کامل به این تعداد نمونه احتیاج داریم اما محدودیت‌هایی نظیر کمبود زمان کافی برای پردازش این تعداد نمونه یا وسیله نمونه بردارِ گران‌قیمت و غیره باعث می‌شوند که باز تعداد نمونه‌ها را کم کنیم. به این کار downsampling یا در اینجا فشرده سازی می‌گویند. حسگری فشرده در واقع این دو عملِ نمونه برداری و فشرده سازی را با هم انجام می‌دهد. رابطه آن را به صورت زیر نشان می‌دهیم
«compressive sensing». بایگانی‌شده از اصلی در ۲ فوریه ۲۰۱۷. دریافت‌شده در ۷ بهمن ۱۳۹۵.
{\displaystyle y=\Phi x}

که در آن x سیگنالی است که سنجش فشرده روی آن صورت می‌گیرد و یک سیگنال اصطلاحاً تنک است. سیگنال تنک به سیگنالی گفته می‌شود که بیشتر درایه‌های آن صفر باشند و مقدار اندکی مقادیر با معنی (یک) داشته باشد. Φ ماتریس اندازه‌گیری و y بردار حاصل از حسگری فشرده می‌باشد. برای ساده‌سازی بیشتر رابطه بالا را با سطح صفر مقایسه می‌کنند و رابطه به صورت زیر در می‌آید

{\displaystyle y={\mathit {sign}}(x)}

و بدین صورت y را می‌توان به صورت یک مقدار یک بیتی در نظر درگرفت که یا مقدار ۱ یا مقدار -۱ را به خود می‌گیرد.
نیاز به بهینه‌سازی از آنجا پیش می‌آید که گاهی y به علت وجو نویز علامتش تغییر می‌کند و دیگر هم علامت با sign(Φx) نیست؛ لذا قصد داریم جاهایی که علامت y عوض می‌شود را شناسایی کرده و آن را اصلاح کنیم. تابع هدف در اینجا حداقل کردن اندازه تصویر y بر بردار sign(Φx) در محل‌های تعویض علامت است. مسئله بهینه‌سازی را به صورت زیر معرفی می‌کنیم
{\displaystyle {\mathit {min}}\sum _{i=1}^{M}\phi (y_{i},({\boldsymbol {\Phi }}x)_{i})}

{\displaystyle {\mathit {s.t.}}{\begin{Vmatrix}x\end{Vmatrix}}_{2}=1,{\begin{Vmatrix}x\end{Vmatrix}}_{0}<\ K}

{\displaystyle \phi (x,y)={\begin{cases}0,&{\mbox{if}}\;x.y\geq 0\\|x.y|,&{\mbox{otheraise}}\end{cases}}}

رابطه بالا را می‌توان به صورت زیر هم نوشت. با تعریف {\displaystyle \Lambda } به صورت زیر، که محل‌های اندازه‌گیری صحیح {\displaystyle y} را نشان می‌دهد، رابطه را بازنویسی می‌کنیم

{\displaystyle \Lambda _{i}={\begin{cases}1,&{\mbox{if}}\;y\;is\;correct\\0,&{\mbox{otheraise}}\end{cases}}}
اما مسئله بهینه‌سازی بالا محدب نیست. چراکه هم شامل متغیرهای پیوسته و هم متغیرهای گسسته است. بعلاوه حل همزمان {\displaystyle (x,\Lambda )} آسان نیست. برای حل مسئله ابتدا {\displaystyle \Lambda } را ثابت فرض کرده و مسئله را برای {\displaystyle x} حل می‌کنیم. سپس پاسخ بدست آمده برای {\displaystyle x} را در مرحله بعد جایگزین کرده و این بار مسئله را برای {\displaystyle \Lambda } حل می‌کنیم.
این کار را در چندین حلقه تکرار می‌کنیم تا پاسخ مناسب بدست آید.

## منبع
1. ↑  "optimization problems in compressed sensing",Jalal Fadili,CNRS,ENSI,Caen France,Applied mathimatics seminar, Stanford July 2008
2. ↑  Ming Yan, Yi Yang, Stanley Osher"Robust 1-bit Compressive Sensing Using Adoptive Outlier Persuit",IEEE Transaction on signal processing,vol.60,NO.7, July 2012.